# French Connection

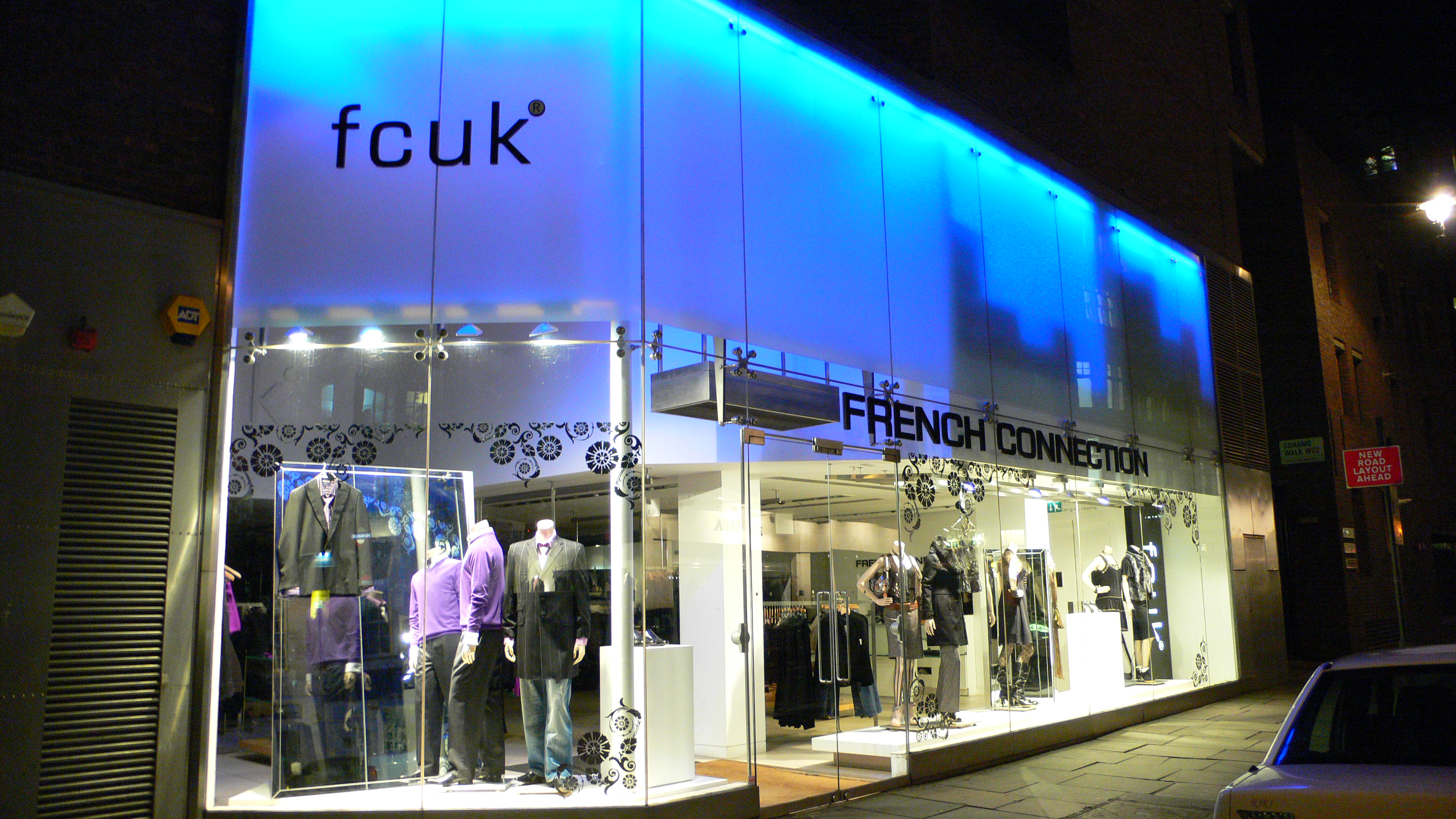
En av French Connections butiker i London.

French Connection (ofta förkortat till FCUK) är ett företag inom modebranschen. Företaget härstammar från Storbritannien, men deras produkter säljs idag över hela världen. French Connection grundades 1972, och säljer idag såväl herr-, dam- som barnkonfektion, samt accessoarer och kosmetika.